# 25-й окремий береговий ракетний дивізіон (Україна)
25-й окремий береговий ракетний дивізіон (25 ОБРДН, в/ч А2291) — мобільна частина берегових ракетних артилерійських військ військово-морських сил України, що існувала у 1996―2014 роках.
2014 року дивізіон було захоплено російськими окупаційними військами.

## Історія
17 квітня 1998 року рухомий береговий ракетний дивізіон ракетно-артилерійської бригади Військово-Морських Сил Збройних Сил України провів перші в історії ВМС стрільби крилатими ракетами по морським цілям.
Також стрільби проводилися в серпні 2007 року.

### Російсько-українська війна
2014 року дивізіон було захоплено російськими окупаційними військами.

## Командування
- полковник Василець Валерій (2013)

## Оснащення
2 рухомих протикорабельних комплекси 4К51 «Рубіж», кожен оснащений 2-ма ПКР П-15М «Терміт-Р». Максимальна дальність стрільби — 80 км. 

## Галерея

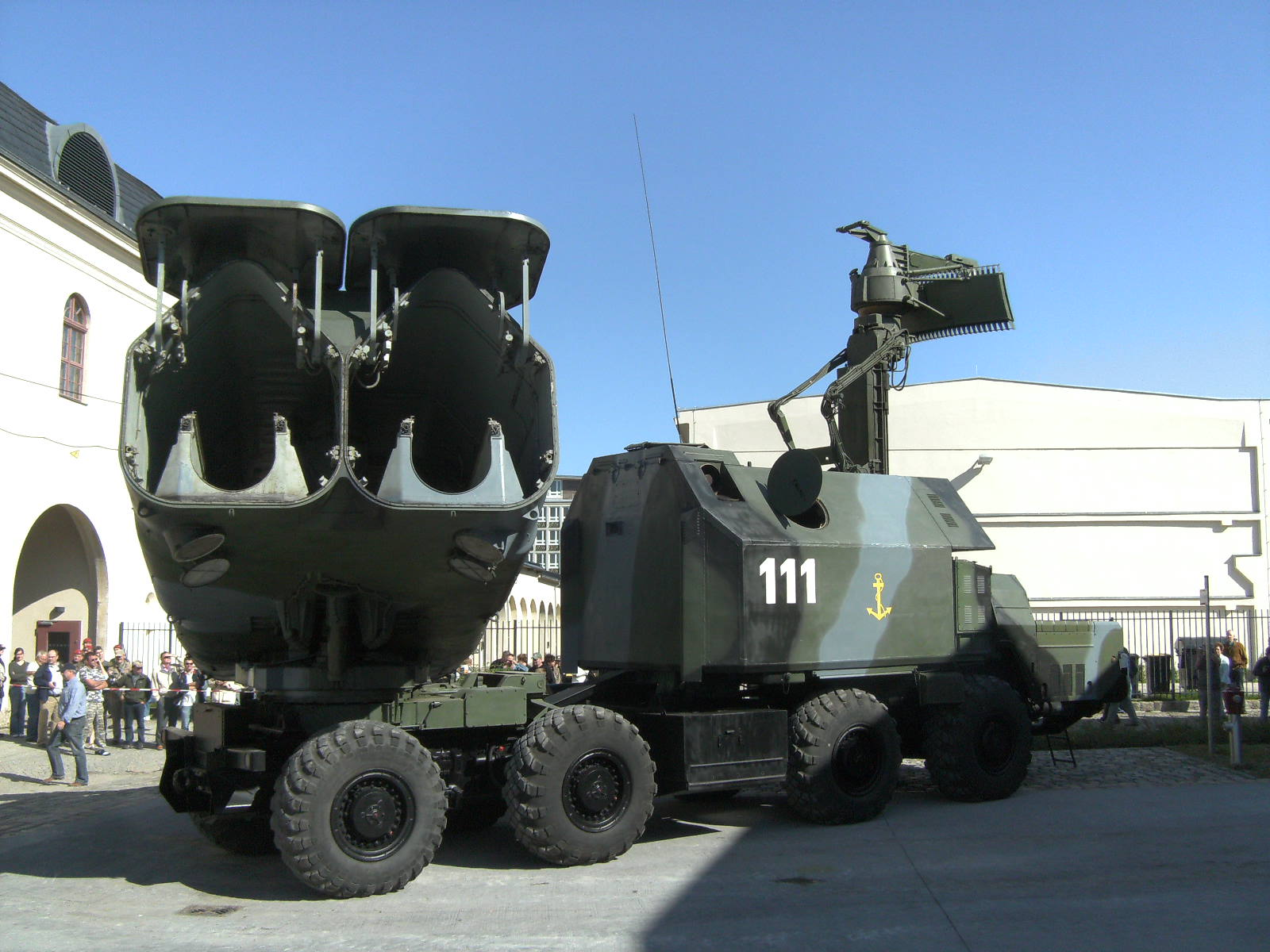
4К51 «Рубіж»
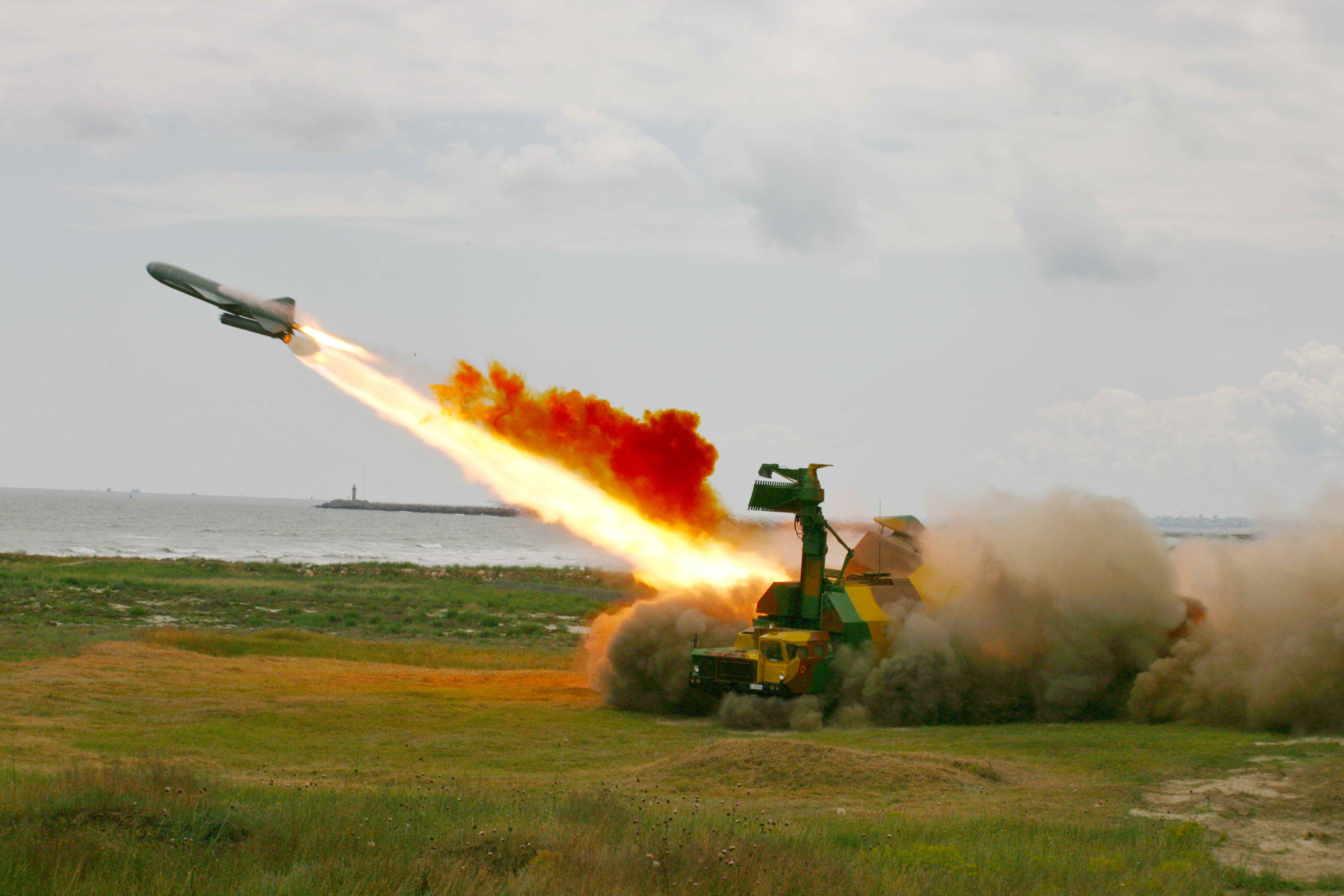
4К51 «Рубіж»